# زمین‌لرزه ۲۰۱۸ پاپوآ گینه نو
زمین‌لرزه ۲۰۱۸ پاپوآ گینه نو (انگلیسی: 2018 Papua New Guinea earthquake) در ۲۶ فوریه، ساعت ۳:۴۴ بعدازظهر به وقت محلی به بزرگای ۷٫۵ در نزدیکی مرز استان هلا و استان ارتفاعات جنوبی در پاپوآ گینه نو، ۱۴ کیلومتری جنوب غربی کومو به وقوع پیوست و دست‌کم ۵۵ نفر کشته و ۳۰۰ نفر زخمی شدند.
چهارشنبه ۷ مارس ۲۰۱۸ دومین زمین‌لرزه در ۳۱ کیلومتری جنوب غربی زمین‌لرزه قبلی به بزرگی ۶٫۷ به وقوع پیوست که جان ۱۸ نفر را گرفت.

## شرح حادثه
روز ۲۶ فوریه ۲۰۱۸ زمین‌لرزه‌ای به بزرگای ۷٫۵ در نزدیکی مرز استان هلا و استان ارتفاعات جنوبی پاپوآ گینه نو، ۱۴ کیلومتری جنوب غربی کومو به وقوع پیوست. شوک اصلی و مرکز زمین‌لرزه در عمق ۳۵ کیلومتری سطح زمین در کوه سیسا در مرز هلا رخ داده‌است.
چهارشنبه ۷ مارس ۲۰۱۸ دومین زمین‌لرزه در ۳۱ کیلومتری جنوب غربی زمین‌لرزه قبلی به بزرگی ۶٫۷ به وقوع پیوست.

## تلفات
در این زمین‌لرزه دست‌کم ۵۵ نفر کشته و بیش از ۳۰۰ نفر زخمی شدند. ۱۳ کشته در شهر مندی و بقیه در مناطق دریاچه کووتوبو و کوه بوسوی، نزدیک به مرکز بوده‌است.
در زمین‌لرزه دوم ۱۸ نفر جان خود را از دست دادند.

## اقدامات
- دولت پاپوآ گینه نو تیم‌های نجات را به بخشی از ارتفاعات جنوبی و استانهای هلا پس از این زلزله ارسال کرد.
- اعضای نیروی دفاع پاپوآ گینه نو نیز برای تحویل کمک‌های انسان‌دوستانه به افراد آسیب دیده بسیج شدند.